# تعليم المرأة في باكستان
وفقا للمادة الثالثة والسبعون لدستور باكستان فإن تعليم المرأة حق أساسي لكل مواطنة، ولكن مازالت الاختلافات بين الجنسين موجودة في القطاع التعليمي. ووفقا لتقرير التنمية البشرية عام 2011 لبرنامج التطوير للأمم المتحدة فإن نحو ضعفي الرجال من النساء يحصلون على المرحلة الثانوية في باكستان. ويبلغ الإنفاق العام على التعليم 2.7% من إجمالي الناتج المحلي.

## أدوار كلا الجنسين في باكستان
تحكم القيم الأبوية بشكل كبير على البنية الاجتماعية في باكستان، وخصوصا أن المرأة يتوقع منها أن تعتني بالمنزل كزوجة وربة بيت أو أم، بينما يهيمن الرجال خارج المنزل كمُعيل، الرجال والنساء منفصلين إلى عالمين مختلفين نظرياً. وخصصت موارد الأسرة لصالح الأبناء جراء دورهم خارج مجتمع المنزل، لذلك فإن تعليم الأولاد فضلاً على الفتيات على اعتبار أنه يجب على الأبناء أن يكونوا مهيئين بمهارات التعليم للتنافس على الموارد في ساحة العمل، بينما يجب على الفتيات أن يتخصصن في المهارات المنزلية ليصبحن أمهات وزوجات جيدات، لذلك، اعتبر التعليم ليس مهما للفتيات.
وتأصل الانقسام بين الجنسين في العمل على المجتمع، فلا تمتلكن الفتيات خيارات عديدة لأنفسهن مما يمكن تغيير حقائق القيم الأبوية على حياتهن. وكما أن المجتمع لا يسمح لهن بتطوير قدراتهن البشرية بمنعهم عن التعليم، وعدم التركيز على أهمية التعليم للمرأة من إحدى خصائص الكاردينال لعدم المساواة ما بين الجنسين في باكستان، مما تم تصنيفها على أنها من الدول منخفضة التنمية البشرية. وتبلغ نسبة محو الأمية للمرأة في البلدان 30%. وكما أنها تحتل المرتبة 145 عالميا من ناحية التنمية البشرية.

### أهمية التعليم للمرأة
أصبح التعليم ذو أهمية لتطوير المجتمع البشري، وقد لا يكون التعليم فقط للمعرفة الفردية وللمعلومات اللتوعية بل إنه إستراتيجية شاملة للتطوير والتغيير، ويرتبط التعليم ارتباطا كبيراً بقدرة المرأة بشكل كبير جدا بتشكيل على تكوين علاقات اجتماعية على أسس المساواة مع الآخرين والتوصل إلى أهمية الخير الاجتماعي لاحترام الذات، فالتعليم مهم أيضا للحراك الوظيفي (عن طريق الحصول على الوظيفة والعملية السياسية) والصحة والحياة (من خلال السلامة البدنية). وكما يمكًن التعليم للمرأة بأن تشارك في السياسة وليتأكدن من أن أصواتهن مسموعة وموجهة إلى السياسة العامة، ومن الضروري تمكين المرأة بالمشاركة في النظام القانوني أيضا. ومن الرغم أنه يجب الأخذ في عين الاعتبار أن الدين وعادات الباكستانيين تؤثر على تعليم المرأة، فقد تختار بعض النساء الاحتفاظ بالأدوار التقليدية إذ بسبب أنه الشيء الوحيد الذي يعرفنه و أعتادن عليه. وإنها لفرصة رائعة إذا ما تمكًن النساء من اتخاذ قراراتهن بأنفسهن على الرغم من ذلك. فيجب عليهن على الأقل معرفة كلا الجانبين من أن تكون متعلًمة أو البقاء على الطرق التقليدية. 
يعد التعليم مساهمة بالغة الأهمية في تطوير الموارد البشرية وضرورة لنمو اقتصاد الدولة، وكما أنه يزيد الإنتاجية وفعالية الأفراد وإنتاج قوة عمالة مهرة مما تكون قادرة على قيادة الاقتصاد نحو النمو المستمر والازدهار، ويعتمد التقدم ومصلحة الدولة على خيارات التعليم المتاحة لشعبها بشكل كبير. وقد يكون التعليم إحدى أقوى أدوات التغيير وقد تساعد الدولة لإنجاز أهدافها الوطنية من خلال إنتاج عقول مشبًعة بالمعرفة، والمهارات والكفاءات لخلق قدرها المستقبلي. فمعرفة هذا على نطاق واسع قد أنشأ الوعي والحاجة للتركيز على محو الأمية والتعليم الابتدائي، وببساطة أن المسألة ليست عدالة اجتماعية ولكنه يعزز النمو الاقتصادي، والرفاهية الاجتماعية وتحقيق الاستقرار الاجتماعي. ويرتبط تعليم المرأة بشكل معقد جدا بجوانب أخرى للتنمية البشرية، فيكمن جعله ذات أولوية بالقيام بتغيير جبهات أخرى أيضا، من جبهة الصحة، ومن جبهة وضع النساء في رعاية الطفولة المبكرة، ومن جبهة التغذية، والماء، وتمكين الصرف الصحي للجماعة، ومن جبهة تقليل عمل الأطفال، وغيره من أشكال استغلال القرار السلمي للنزاعات.  

### المزايا الاقتصادية من تعليم المرأة
بغض النظر عن اكتساب المعرفة والقيم للارتقاء الاجتماعي فإن التعليم يمكًن من تطور العقل والتفكير المنطقي والتحليلي كذلك، وكما أنه يسمح للفرد باكتساب مهارات تنظيمية، وإدارية. وعلاوة على ذلك، فإن تعزيز الثقة في النفس، وتحسين المجتمع والحالة المادية حصيلة التعليم. ولهذا، باستطاعة باكستان تحقيق التنمية البشرية والاجتماعية والمساواة بين الجنسين بتشجيع التعليم بين النساء. وكشفت بعض الدراسات التجريبية أن ارتفاع تعليم المرأة يعزز رواتبهن وهذا عائد على التعليم النسوي، وهو أكثر من الرجال في غالب الأحيان. ويكمن ارتفاع التعليم النسوي بتطوير مخرجات التنمية البشرية ومنها: بقاء الطفل، والصحة، والتعليم المدرسي. ويؤثر التعليم المنخفض للنساء بشكل سلبي على النمو الاقتصادي، وكما أنه يخفض معدل الرأس المال البشري. وقال الاقتصاديين التطويرين أن التعليم النسوي في الدول النامية يحد من الخصوبة، ووفاة الرضَع وزيادة تعليم الأطفال. ويتأثر النمو الاقتصادي من عدم المساواة بين الجنسين في التعليم بشكل كبير ومباشر. تمت الدراسات التجريبية باستخدام التحليل الانحداري وكشفت حقيقة أن المعدل الأجمالي لعدم الإلمام بالقراءة والكتابة، ونسبة الالتحاق، ونسبة النساء المثقفات عن الرجال له تأثير على النمو الاقتصادي بشكل ملحوظ. قام تشودري (2007) بالتحقيق في آثار عدم المساواة بين الجنسين في التعليم على النمو الاقتصادي في باكستان. وقد استخدم المصدر الثانوي لبيانات السلاسل الزمنية المستمدة من مختلف المسائل. ويقدًر في تحليله الانحداري بأنه تظهر قوة تفسيرية معتدلة لمجموعة من الانحدارات. وعموما أن المتغيرات لمعدل الإلمام بالقراءة والكتابة، ونسبة الالتحاق بالمدارس، ونسبة الإناث الملمين بالقراءة والكتابة إلى الذكور لها تأثير إيجابي وكبير على النمو الاقتصادي. ووجد أن عدم المساواة بين الجنسين في التعليم الأولي يقلل من النمو الاقتصادي. وفي دراسة تجريبية أخرى، قام تشودري (2009) بالبحث عن العوامل التي تؤثر على الفقر الريفي في جنوب البنجاب (باكستان)، ولًخص أنه من الممكن تخفيف حدة الفقر من خلال خفض حجم الأسرة ونسبة الإعالة، وتحسين التعليم، وزيادة مشاركة الإناث في العمل. وقد استخدم نماذج الانحدار اللوغاريتمي، وكما أنه استخدم المصدر الرئيسي للبيانات من منطقة المشروع لمصرف التنمية الآسيوي للتقدير. وتشير النتائج إلى أن مستوى الإعالة وحجم الأسرة نزيد من احتمالية زيادة الفقراء أيضا. يعد التعليم علاقة عكسية ضد الفقر بشكل كبير إذ أنه يوفر فرص عمل ويرفضه. إن إدراج القوى العاملة المدربة والتعليمية لن يكفل فقط رفاهية المرأة، بل سيزيد من إنتاجية القوى العاملة أيضا وسيزيد من إنتاجية القوى العاملة بشكل عام جراء القدرة التنافسية فبالتالي يرى الاقتصاديون التنمويون والنسويون أنه من الصواب أن تخصص الحكومة المزيد من الموارد لتعليم المرأة وكمنا أنها ل ستعود بالفائدة على المجتمع بأسره.

## التفاوت في التعليم ما بين الجنسين في باكستان
احتلت باكستان المرتبة 120 ضمن 146 دولة وفقا لتقرير برنامج الأمم المتحدة الإنمائي 2010 من منطلق مؤشر التنمية الجنسانية (م.ت.ج). واحتلت المرتبة 92 ضمن 94 دولة من منطلق مقياس تمكين المرأة (م.ت.م). ويكون قياس عدم المساواة ما بين الجنسين في التعليم بعدة طرق مختلفة. ومنها: اجمالية معدلات المشاركة الصافية، والإنجاز ومعدلات ترك المدرسة. وتهدف باكستان لتحقيق الأهداف الإنمائية للألفية والقضاء على التفرقة ما بين الجنسين بجميع مراحل التعليم لعام 2015. وهذا يتطلب موارد مخصصة عالية لتعليم النسوي، ويوجد تفاوت قوي ما بين الجنسين في الإلمام بالقراءة والكتابة، والتربوية بين الريفي والمناطق المتحضرة المناطق الريفية والمتحضرة في باكستان. 

### عوائق الاقتصاد والاجتماعية
القيم الأبوية متأصلة في المجتمع الباكستاني، وبظواهر متنوعة ومشهودة في جميع نواحيه. وكما تم ذكره من قبل والتمييز ما بين الجنسين في العمل فرض النساء على العمل بلا مقابل كالأمومة وأن يكن زوجات في المنزل. بينما يعمل الرجال براتب كمعيلين، مما أدى إلى انخفاض مستوى الاستمثار لتعليم النساء، وليس من ناحية العائلة فقط بل الدولة كذلك. وهذا الانخفاض في الرأس البشري للمرأة تضاعف بالانحياز السلبي للمجتمع والممارسات الثقافية، وقيود على إمكانية تنقّل المرأة، والاستيعاب الداخلي للقيم الأبوية من النساء أنفسهن، مما أصبح أساس العنصرية ما بين الجنسين والفوارق في معظم مناحي الحياة. ومن عواقب هذا، أن النساء غير متمكنات من تطوير مهارات سوق العمل فبالتالي، لديهن فرص متاحة ومحدودة لأجر سوق العمل. وعلاوة على ذلك، أن القيود الاجتماعية والثقافية تقلل من فرص النساء للتنافس على الموارد التي في خارج زوايا بيوتهن. مما يعني اعتماد النساء على الرجال اجتماعيا واقتصاديا، وتختلف طبيعة ودرجة قمعية النساء وتبيعتهم من ناحية الطبقات، والمناطق، والانقسام الحضري والريفي في باكستان. وقد لوحظ هيمنة الذكور بوضح وبكثرة في مناطق الريف والوضع العشائري نسبيا، بينما أنشئت الأعراف المحلية وقوانين السكان الأصليين قوة وسلطة الرجال على النساء.

### عقبات التمرد
آذى تدمير المدارس والقتل على تعليم النساء في باكستان، فتم إصابة ملالا يوسفازي في الرأس والرقبة من جهة منظمة طالبان في "9 من أكتوبر" سنة 2012، وهي متعلمة وناشطة ومدونة في السادسة عشرة من عمرها. وهذا بعد تدوينها عن تدمير المدارس وإغلاق جميع مدارس الفتيات في مدينتها منقورا بحي سوات. وأنكرت طالبان هذ فيما بعد وقالت:" أن تم تعقب ملالا بسبب دورها الرائد في الوعظ العلماني ويسمى بالاعتدال المستنير أيضا. 
ذكرت الصحيفة«دون» الباكستانية في سبمتر سنة 2020، أن قد تم تدمير 710 مدرسة أو خربت من مسلحين في كايبر بختونوا، و401 مدرسة في سوات كذلك. بينما حملة طالبان امتدت من الفتيات إلى التعليم العلماني عامة. وعلى الأقل، هناك مصدر ذكر أن الضرر مرتبط باعتداء طالبان على تعليم الفتيات، ومصدر آخر يضم تفجير مدارس الفتيات من إحدى سياسات طالبان. 

### الريف مقابل الحضارة
وفي عام 2006 تم تسجيل محو الأمية بنسبة 58.3%، بينما كانت المناطق الريفية بنسبة 28.3%، والعامل المهم في هذا الموضوع هو بارتفاع تسجيل الفتيات في المرحلة الابتدائية ولكن انخفض في المرحلة المتوسطة، والكلية، والتعليم العالي بشكل تدريجي. قدر عدد الفتيات من عمر 17-23 من التكمن من دراسة الدراسات العليا بأقل من 3%. 
ويختلف كمية النساء اللواتي يحضرن إلى المدرسة من الحضر والريف بشكل جذري، وكما أن تعليم النساء يرتفع يوميا، وآباء الفتيات الذين يعيشون في الحضارة أكثر تقبلا لتسجيل فتياتهم في المدارس وحتى تشجيعهن لإكمال المهنة. وملمين أكثر بحقوقهن، مما يجعلهن أكثر تحفيزا للوقوف من أجل تعلميهن، والآباء في الحضارة متحضرين أو غربيين. وهؤلاء المتحضرون يقرون بأهمية التعليم. وغالبا ما يتم إلحاق الفتيات اللواتي يعشن بالمناطق المتحضرة بمدارس خاصة لتعليم أفض، وكما يحصلن على الكثير من الفرص تعليمية، ومحاطات بالأشخاص المتعلمين أيضا وليس هناك من يمنعهم من الدراسة أو يحطمهن. عكس النساء في الريف، فهن محبطات من الذهاب للمدرس، فأغلبيتهن مولودات بين عائلات محافظة وبتعليم قليل. فيجب عليهن العمل أكثر من نساء الحضر إذ لا تمتلكن الدعم. وإن قبل آبائهن التعليم فلا يستطعن الذهاب إذ أغلبيتهن فقراء ولا يتحملن دفع النفقات، ولا تذهبن إلى المدارس في المناطق الريفية في باكستان إذ أنه غير مقبول اجتماعيا. وتميل هذه العوائل الأكثر تقليدية متوقعين من النساء المكوث في المنزل وحتى عند ذهاب الرجال للعمل، وكما أنهن مقيدات في المناطق الريفية إذ ربما لعدم توفر المدارس في مناطقهن أو يسافرن لمسافات بعيدة للدراسة.

## الإحصائيات
أحدث إحصائيات رسمية لالتحاق ومن وزارة التعليم لباكستان كانت في 2005-2006. ويمكن تقسيم الإحصائيات لفئتين: المدارس العامة والمدارس الخاصة.

### ما قبل الابتدائية
القطاع العام
 وفقا لحكومة باكستان فأن مستوى الالتحاق الكلي لما قبل الابتدائي في القطاع الخاص كان 4,391,144 من 4,391,144 طفل، الأولاد 2,440,838، والفتيات 1,950,306. ويظهر أن 56% من التحاق الطلاب هم الأولاد و44% فتيات. وأظهرت بعض الإحصائيات مزيدا من التفاصيل أن في الالتحاق من المناطق الريفية والحضرية متشابه إلى حدٍ ما فيما بين الاولاد والفتيات، مثل نسبة 57% من الأولاد في المدارس الريفية وبنسبة 43٪ من البنات. 
القطاع الخاص
 هناك قطاع تعليمي ضخم في باكستان، فوفقا للحكومة الباكستانية فأن التحاق الطلاب ما قبل الابتدائية بمعدل 2,744,303 في المدارس الخاصة،1,508,643 أولاد و1،235,660 فتيات، يظهر هذا أن المسجلين بنسبة 55٪، إذ العدد الكلي من المناة ق الريفية بنسبة 39٪. والنسبة المئوية لكلامن الاولاد والفتيات في المناطق الريفية مابين 58٪ و%42. 

### التعليم الابتدائي
يعد التعليم الأساسي إلزامي لكل طفل في باكستان، ولكنها غير متمكنة من تحقيق التحاق الأطفال بنسبة 100% بسبب الثقافة، والفقر، وعمالة الأطفال. 
القطاع العام
 العدد الإجمالي للالتحاق في التعليم الأساسي 11,840,719، وبينهم 57%. منهم 6,776,536 أولاد. وفتيات بمعدل (5,046,183)%43. وتم الحاق جميع طلاب التعليم الأساسي في المدارس الريفية في باكستان بنسبة 79%، وكما أن معدلات التحاق الجنسين 59%، و41 للأولاد والفتيات في أرياف باكستان، على التوالي. 
القطاع الخاص
 تقع أغلبية المدارس الخاصة في المناطق الحضرية وكان الالتحاق الكلي للمدارس الأساسية الخاصة 4,993و698. 

### المرحلة المتوسطة
يهوي مستوى الالتحاق بشكل كبير من الأساسي إلى مرحلة مدارس المتوسطة في باكستان. وقد تكون هذه الإحصائيات جدا مساعدة لفهم المشاكل التي تواجهها باكستان في قطاعها التعليمي.
القطاع العام
  3,642,693 طالب في مدارس المتوسطة العامة. من بينهم 61%(2.217,851) أولاد، و 3%(1,424,842) فتاة. المجموع الكلي 62 للإلحاق 62م% طالب من المناطق الريفية، والتحاق الفتيات أقل بكثير في مدارس المتوسطة في الريف مقارنة بالمدارس الحضرية. في المدارس الحضرية، يتم الحاق 66% طالب من الأولاد و 34% فتاة. 
القطاع الخاص
يتناقص الالتحاق في المدارس الخاصة بشكل حاد بعد المرحلة المتوسطة، نتيجة زيادة الحضور في المدارس الخاصة وأغلبية السكان لا يمكنهم توفير التعليم الخاص في باكستان. عدد الطلاب الذين تم الحاقهم في المدارس الخاصة في المرحلة المتوسطة 1,619,630. العدد الكل للالتحاق في المدارس الخاصة، 66% طالب في المدارس الحضرية، وبما في ذلك معدل الفتيات والفتيات متوازن إلى حد ما بنسبة 54% طفل و46% طفلة. 

### المرحلة الثانوية
تساهم العلامات من 8 إلى 10 في تعليم الثانوية لباكستان. 
القطاع العام
يعتبر عدد الطلاب الملتحقين في الثانوية العامة 1,500,749، ينخفض الالتحاق كليا في المرحلة الثانوية، معدل المشهود في الثانوية الريفية، 28% ملتحق من الفتيات و 72% أولاد. 
القطاع الخاص
 تم الحاق 632,259 طالب في الثانوية العامة، ومعظمهم من المناطق الحضرية، ومعدل التحاق الأولاد والفتيات بنسبة 53% و47% على التوالي. 

### الثانوي العالي
يبدو المعدل الإجمالي متساوي ما بين الأولاد والفتيات في الثانوي العالي. 
القطاع العام
 هناك 699,463 طالب ملتحق في تعليم الثانوي العالي العام، 50% أولاد وفتيات، ولكن هناك فرق ما بين التحاق الريف والحضر 16% طالب من المجموع الكلي وهم من المناطق الريفية، ومنهم 18% طالبات. بينما في المناطق الحضرية 55% طالب وطالبة.
  القطاع الخاص تم الحاق 154,072 طالب في الثانوي العالي الخاص بنسبة 51% أولاد و 49% فتاة. 

### مراحل درجات التعليم
تتفوق النساء على نظرائهم من الرجال في مستوى التعليم. 
القطاع العام
 هناك 296,832 طالب فقط في مرحلة التعليم العام، منهم 62% طالبة بينما 38% طلاب، وعدد قليل (أقل من 1%) من الطلاب في المناطق الريفية.
القطاع الخاص
 تم الحاق 29,161 طالب في المدارس الخاصة، 4% طالبات فيما بينهم والغالبية في المدن الحضارية.

### خلاصة الاحصائيات
تلقي هذه الإحصائيات بعض الحقائق المهمة لتعليم باكستان، والفرق ما بين الجنسين أقل بكثير في التعليم للمناطق الحضارية عكس المناطق الريفية. ومن إحدى التفسيرات المحتملة لهذا أنه مرتبط بشكل قوي على هيمنة القبائل نسبيا، والإقطاعي، والقيم الأبوية في المناطق الريفية. وعلاوة على ذلك، هناك فرص وظائف جدا قليلة للنساء في المناطق الريفية، فبالتالي هناك حوافز مالية قليلة للعائلات لكي يرسلوا بناتهن للمدارس. ولكن من المهم أن نلاحظ بأنه على الرغم من تمثيل النساء الضئيل في قطاع التعليم، إلا أن إنجاز الطالبات أعلى من نظرائهم الطلاب، ويتفوقن على الأولاد عموما في الاختبارات، وأداؤهن أيضا أعلى في الجامعات. ولسوء الحظ فهمن لا يمتلكن الفرصة أبدا لتطوير قدراتهن التعليمية. 

## دور الحكومة في تعليم المرأة
التزمت حكومة باكستان بإتاحة الفرصة لكل مواطن بالتعليم رسميا، ولكن يقولون النقاد بأن الميزانية لا تتوافق مع التزاماتهم السابقة. كان الأنفاق على التعليم كنسبة الناتج المحلي الإجمالي 1.82% في 2000-2001 بينما قد كان يرتفع بشكل طفيف ما بين 2006 إلى 2007 عند 2.42% وما يزال أقل من الدول المجاورة. وترى الاقتصاديات النسويات أن حكومة باكستان تحتاج إلى معالجة كاملة وحل بالشواغل ما بين الجنسين الموجودة في القطاع التعليمي. اقترحن بأن إحدى الطرق لتحسين هذا الوضع بزيادة التمويل لتعليم المرأة والمدارس. وفي الدراسات الجنسانية البدائية، يعد عدم المساواة ما بين الجنسين في العمل قائمة على سلطة الأب. وترى النسويات بأن من الإمكان المحايدة بوعي من قبل السياسات العامة، أي بتشجيع الفتيات لدراسة الرياضيات، والعلوم، والحاسب الآلي، وإدارة الأعمال وما إلى ذلك. وبهذه الطريقة فأن الفتيات سيتخصصن في ميادين عالية الأجور (وظائف) بدلا من أعمال الرعاية فقط.

## دور الآباء
في عام 2016، اغتنم الآباء المبادرة بإرسال بناتهم بما إلى ما يسمى التعليم المختلط في مانقا كوتافي سوات. وتمتلك القرية مدرسة ابتدائية واحدة بمعلم فقط. وتبعد أقرب مدرسة ثانوية 12 كيلو مترا. وكان الذهاب لمدرسة الأولاد هي الطريقة الوحيدة لاستمرار تعليمهن، فأب لثمانية فتيات ألهم بملالا يافوزاي فألحق بناته في مدرسة للأولاد.

## الخاتمة
تظهر الإحصائيات أن التعليم في باكستان بتميزها بعدم المساواة ما بين الجنشين بشكل واسع، ويجب على الفتيات والنساء مواجهة العوائق الاجتماعية الثقافية لاكتساب العلم، وطور المجتمع الدولي التوافق من خلال الأهداف الإنمائية للألفية للقضاء على عدم المساواة ما بين الجنسين، ويرى المؤيدون للمساواة ما بين الجنسين أنه ليس انساني أو أخلاقي للحصول على التعليم بلا أي تحيز. ولكنه مهم للتطوير والتقدم للمجتمع لتعليم كلاً من الرجال والنساء، وأشاروا أيضا أن الدراسات التجريبية أثبتت عدم المساواة بين الجنسين في التعليم وأنه له أثر كبير على الفقر في أرياف باكستان، وإلمام النساء بالقراءة والكتابة جدا مهم لتخفيف الفقر، وترى النسويات مثل مارثا نوسابوم بأن هناك احتياج مباشر لزيادة النفقات العامة على تعليم النساء لتحقيق المساواة بين الجنسين من جميع المراحل.